# Arto Haapala
Arto Kalervo Haapala, född 3 januari 1959 i Helsinge, är en finländsk estetiker.
Haapala avlade kandidatexamen 1982 och filosofie magisterexamen 1984, båda vid Helsingfors universitet, samt filosofie doktorsexamen (PhD) vid University of London 1988. Han var 1989–1995 docent i estetik vid Helsingfors universitet och blev 1995 professor i ämnet där.
Han har studerat bland annat frågor kring fantasi och fiktion, konstupplevelsen samt inom litteraturteorin sökt återinföra den tidigare utmönstrade författarintentionen. Bland Haapalas arbeten märks What is a work of literature (1989), The end of art and beyond (red. 1995), Taide ja kauneus (1998) och Aesthetic experience and the ethical dimension (red. 2003).
År 2002 kallades han till ledamot av Finska Vetenskapsakademien.